# Hainbach (Mank)
Der Hainbach ist ein rechter Zufluss zur Mank nordöstlich von St. Leonhard am Forst in Niederösterreich.
Der Hainbach entspringt nördlich von Grillenreith und fließt von dort in Richtung Südwesten ab, passiert Oed bei Haslach und Brandstatt bei Oed und schließlich Haslach, wo von links der Seimetzbach einfließt. Bei Sandeben mündet der von rechts kommende Bach von Ritzengrub, der die südliche Flanke des Hiesberges (558 m ü. A.) entwässert, bevor sich der Hainbach nordöstlich von Pöllendorf als rechter Zubringer in die Mank ergießt. Sein Einzugsgebiet umfasst 5,3 km² in großteils offener Landschaft.